# George Blumenthal
George Blumenthal (Francoforte sul Meno, 1865 – New York, 1941) è stato un collezionista d'arte statunitense.
Appassionato d'arte, collezionò e raccolse magnifiche opere spagnole ed italiane.
Nel 1934 fu eletto presidente del Metropolitan Museum di New York e vi legò tutte le opere anteriori al 1720.
Anche la moglie, Florence Meyer, fu appassionata collezionista.